# Nancy Pelosi
Nancy Patricia Pelosi, född D'Alesandro den 26 mars 1940 i Baltimore, Maryland, är en amerikansk politiker (demokrat), ledamot av USA:s representanthus sedan 1987 och var representanthusets talman mellan 2007 och 2011. Hon valdes 3 januari 2019 åter till talman i representanthuset och blev den första tidigare talmannen att återvända till posten sedan Sam Rayburn år 1955. Hon avgick från talmansposten 3 januari 2023 och efterträddes av republikanen Kevin McCarthy. Under hennes andra period som talman skedde två av sammanlagt fyra omröstningar om riksrättsåtal (impeachment) i USA:s historia, båda mot president Donald Trump, den första den 18 december 2019, den andra den 13 januari 2021, efter stormningen av Kapitolium 2021. 
Hon rankades som den tredje mäktigaste kvinnan i världen av Forbes 2019.
Den 3 januari 2021 omvaldes Pelosi till en fjärde mandatperiod som talman, vilket var hennes sista.

## Biografi
Pelosi föddes i en italiensk-amerikansk familj och är dotter till den demokratiske politikern Thomas D'Alesandro, Jr. (1903–1987), som var ledamot av representanthuset 1939–1947 och borgmästare i Baltimore 1947–1959. Hon studerade vid Trinity College, en högskola för kvinnor i Washington, D.C., där hon tog en kandidatexamen 1962. Hon var ordförande för demokraterna i Kalifornien 1981–1983 och var finansansvarig i demokraternas kampanjkommitté för senatsvalen 1985–1986. 

## Politisk karriär
I representanthuset representerar Pelosi sedan 2013 Kaliforniens 12:e distrikt, i stort sett motsvarande staden San Francisco, efter att med tidigare gränsdragningar ha representerat 5:e distriktet (1987–1993) och 8:e distriktet (1993–2013).
Hon kom först in i representanthuset den 2 juni 1987 efter ett fyllnadsval i 5:e distriktet efter att ledamoten Sala Burton hade avlidit. Pelosi har därefter omvalts i varje val från 1988. Hennes distrikt har under den tiden blivit med god marginal säkert för Demokratiska partiet, och Kalifornien som helhet har blivit ett stabilt demokratiskt fäste under hennes tid. 
Hon var 2002–2003 demokraternas minority whip, och blev i januari 2003 demokraternas minoritetsledare efter partiets motgångar i valet i november 2002. Hon efterträdde då Dick Gephardt, och blev därmed den första kvinnliga majoritets- eller minoritetsledaren för något av partierna i kongressen. Pelosi var minoritetsledare från januari 2003 till januari 2007, och åter från januari 2011.
Efter demokraternas goda valresultat 2006 blev hon den 4 januari 2007 vald till representanthusets första kvinnliga talman. Detta var den högsta politiska post en kvinna i USA haft. Hon var talman i fyra år till 2011, och förlorade posten efter att demokraterna tappat sin majoritet i representanthuset i valet 2010.
År 2011 anklagades Pelosi för att använda insiderinformation i samband med aktieköp. Pelosi förnekade anklagelsen. Anklagelserna har dock kvarstått sedan dess.
En av Pelosis hjärtefrågor är rätten till abort, och i många frågor anses hon tillhöra partiets vänsterflygel, vilket med amerikansk terminologi innebär att hon är "liberal demokrat".

## Privatliv
I september 1963 gifte sig hon med Paul Pelosi. Paret har fem barn tillsammans: Nancy Corinne, Christine, Jacqueline, Paul och Alexandra.